# Campeonato Europeo de Patinaje de Velocidad sobre Hielo de 2021
El CXIII Campeonato Europeo de Patinaje de Velocidad sobre Hielo se celebró en Heerenveen (Países Bajos) del 16 al 17 de enero de 2021 bajo la organización de la Unión Internacional de Patinaje sobre Hielo (ISU) y la Federación Neerlandesa de Patinaje sobre Hielo.
Las competiciones se realizaron en el estadio Thialf de la ciudad neerlandesa.

## Resultados

### Masculino
| Evento                      | Oro                                         | Plata                                       | Bronce                                         |
| --------------------------- | ------------------------------------------- | ------------------------------------------- | ---------------------------------------------- |
| 500 m (16.01)               | Sverre Lunde Pedersen · Noruega · 36,25 s   | Patrick Roest · Países Bajos · 36,39 s      | Hallgeir Engebråten · Noruega · 36,67 s        |
| 1500 m (17.01)              | Patrick Roest · Países Bajos · 1:45,53      | Hallgeir Engebråten · Noruega · 1:46,14     | Sverre Lunde Pedersen · Noruega · 1:46,20      |
| 5000 m (16.01)              | Patrick Roest · Países Bajos · 6:10,25      | Nils van der Poel · Suecia · 6:13,03        | Marcel Bosker · Países Bajos · 6:15,81         |
| 10 000 m (17.01)            | Nils van der Poel · Suecia · 12:42,80       | Marwin Talsma · Países Bajos · 13:01,07     | Patrick Roest · Países Bajos · 13:03,80        |
| Clasificación total (17.01) | Patrick Roest · Países Bajos · 147,745 pts. | Marcel Bosker · Países Bajos · 149,806 pts. | Sverre Lunde Pedersen · Noruega · 149,828 pts. |

### Femenino
| Evento                      | Oro                                              | Plata                                        | Bronce                                             |
| --------------------------- | ------------------------------------------------ | -------------------------------------------- | -------------------------------------------------- |
| 500 m (16.01)               | Karolina Bosiek · Polonia · 38,68 s              | Yelizaveta Golubeva · Rusia · 38,84 s        | Antoinette de Jong · Países Bajos · 38,89 s        |
| 1500 m (17.01)              | Antoinette de Jong · Países Bajos · 1:54,83      | Yevgueniya Lalenkova · Rusia · 1:55,49       | Joy Beune · Países Bajos · 1:55,89                 |
| 3000 m (16.01)              | Irene Schouten · Países Bajos · 3:57,95          | Natalia Voronina · Rusia · 3:58,62           | Antoinette de Jong · Países Bajos · 4:02,19        |
| 5000 m (17.01)              | Martina Sáblíková · República Checa · 3:53,22    | Irene Schouten · Países Bajos · 6:55,38      | Antoinette de Jong · Países Bajos · 6:57,72        |
| Clasificación total (17.01) | Antoinette de Jong · Países Bajos · 159,303 pts. | Irene Schouten · Países Bajos · 160,056 pts. | Martina Sáblíková · República Checa · 160,320 pts. |

## Medallero
- Solo se otorgan medallas en la clasificación general.

| Núm. | País            | Oro | Plata | Bronce | Total |
| ---- | --------------- | --- | ----- | ------ | ----- |
| 1    | Países Bajos    | 2   | 2     | 0      | 4     |
| 2    | Noruega         | 0   | 0     | 1      | 1     |
| 2    | República Checa | 0   | 0     | 1      | 1     |
|      | TOTAL           | 2   | 2     | 2      | 6     |